# Vi vil oss et land...
Vi vil oss et land... är det norska partiet Høyres valfilm från 1936. Filmen regisserades av Leif Sinding och är en 39 minuter lång dramafilm gjord med professionella skådespelare. I rollerna ses bland andra Eugen Skjønberg, Erna Schøyen och Else Heiberg. Filmen producerades av bolaget Gladtvet film. Ernst Ottersen var regiassistent och Ottar Gladvedt fotograf. Filmen premiärvisades den 14 september 1936.

## Rollista
- Else Heiberg – Dagny Fjell, dotter till Kåre och Marie
- Jon Lennart Mjøen – Frithjof Eker
- Sophus Dahl – Amund Fisker
- Oscar Egede-Nissen – en arbetare
- Arne Kleve – Anders
- Per Kvist – skattmas
- Leif Norder – Tor Skar, redaktionssekreterare på "Morgenrøden"
- Erna Schøyen – Marie Fjell, Kåre Fjells hustru
- Ellen Sinding – dansare
- Eugen Skjønberg – Kåre Fjell
- Einar Tveito – Per Lium, småbrukare